# Tarte au me'gin
Tarte au maugin
La tarte au maugin (prononcé localement me’gin), est une tarte au fromage blanc et à la crème fraîche originaire de la région de Metz. Cette spécialité pâtissière se prépare principalement en Moselle mais se retrouve également dans le reste de la Lorraine. Elle est l'équivalent, en version sucrée, de la quiche lorraine car faite, comme cette dernière, en garnissant d'une migaine.

## Historique et spécificité
Référencée en tant que « pâtisserie messine » par Prosper Montagné dans son Larousse gastronomique, la tarte au me'gin se prépare comme une quiche lorraine, l'appareil étant composé d'œufs, de fromage blanc égoutté et de crème fraîche. Dans sa définition, Prosper Montagné mentionne le nom local du fromage blanc, le fremgin, duquel cette tarte tire son nom.
Léon Zéliqzon évoque deux sens possibles pour le terme « fromejîn » (répandu dans le pays messin, le Pays-Haut et ceux de la Seille, de la Nied) ou « fromejêye » dans le Saulnois; il n'atteste pas ce terme pour les Vosges :
1. Fromage blanc égoutté que l'on assaisonne de sel et de poivre et qu'on conserve longtemps dans un pot. On l'appelle également le « guéyin ».
2. Mélange de crème et fromage qu'on assaisonne de sel avec des échalotes ou de la ciboule pour l'étaler sur des tartines.

Dans son dictionnaire des patois romans de la Moselle, Zéliqzon décrit la composition du « mejin » :
Il s'agit d'un mélange d'œufs et de fromage blanc auquel on ajoute quelques cuillérées de crème, du sucre et un peu de sel pour un appareil épais. On verse sur une pâte brisée préparée avec de l'eau, de la farine, du saindoux ou du beurre que l'on étale finement et dépose sur une tourtière

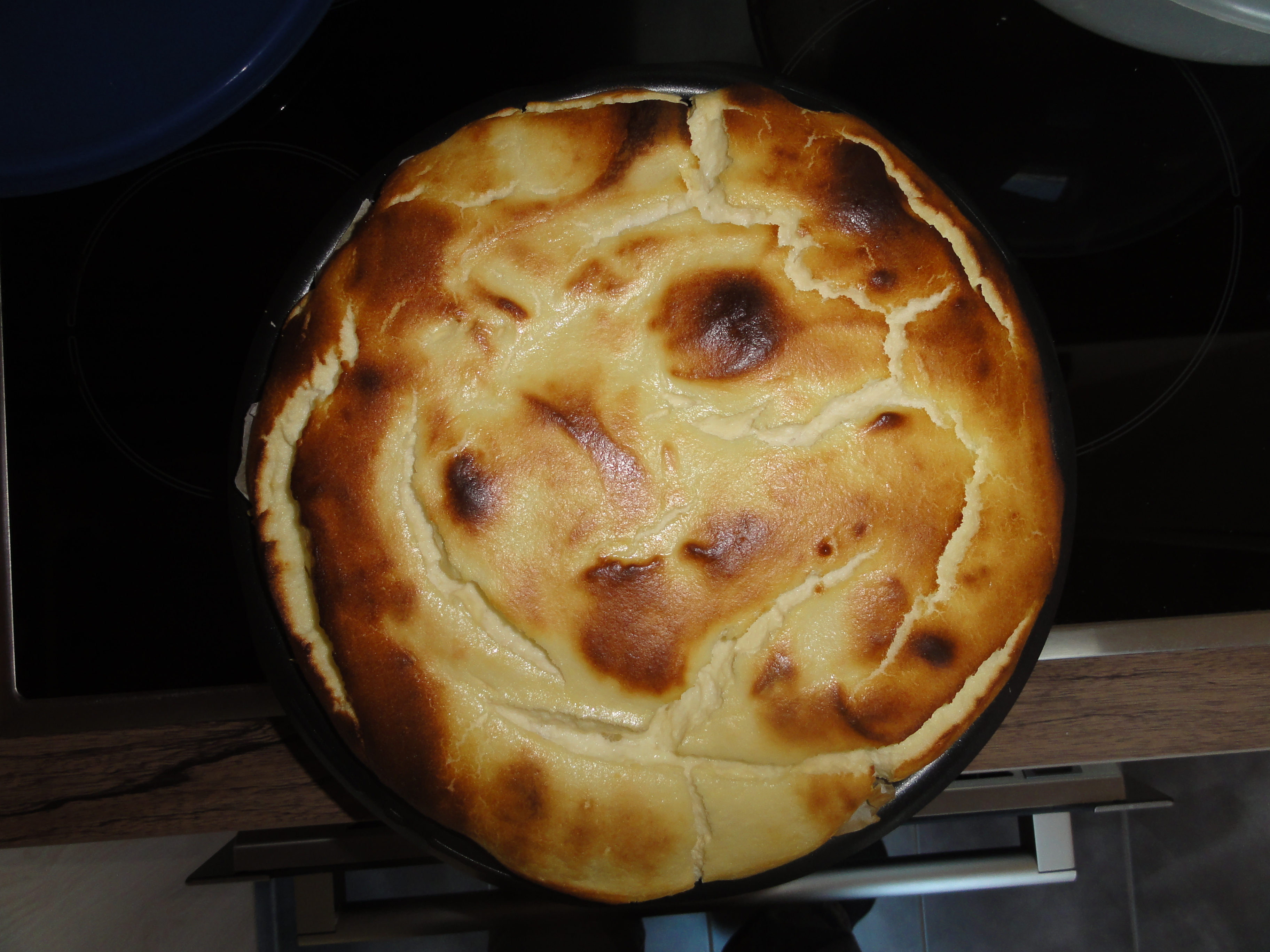
Tarte au me'gin ou käskuche.

De très grande tradition dans les pays germanophones, la tarte au maugin est probablement issue des Lorrains franciques au contact desquels le pays messin a toujours servi de transition entre le monde germanophone et la sphère romane de Lorraine. Aujourd'hui encore, si l'on entre dans une boulangerie de quartier ou de campagne des pays germanophones, comme en Alsace d'ailleurs, on trouvera systématiquement des parts de gâteau au fromage dans l'étalage au milieu des éclairs et des tartes aux pommes. Ce sera nettement moins sûr en Lorraine romane du sud. 
Comme pour la quiche lorraine, chaque région du bassin médio-européen a privilégié telle ou telle recette. La communauté juive ashkénaze, très représentée à Metz et en Lorraine sous l'Ancien Régime, a également pratiqué le gâteau au fromage dans ses pâtisseries favorites. 
La tarte au maugin appartient à la famille des gâteaux au fromage blanc intégrant la crème fraîche, dénommée en allemand par Käsesahnetorte. Cela lui donne une texture plus légère, plus aérée et moins granuleuse que quand on emploie le fromage blanc égoutté. En conséquence, la tarte au maugin est plus riche en graisse que la simple tarte au fromage.

## Autres dénominations
La grande variabilité des noms de spécialités culinaires régionales fait que, dans la même région et parfois d'une famille à l'autre, on retrouve cette même recette sous des dénominations différentes. Parmi les plus courantes :
- Langues romanes de Lorraine 
  - Tarte de Metz[9],[10]
  - Tarte messine[11]
  - Tarte au fromage

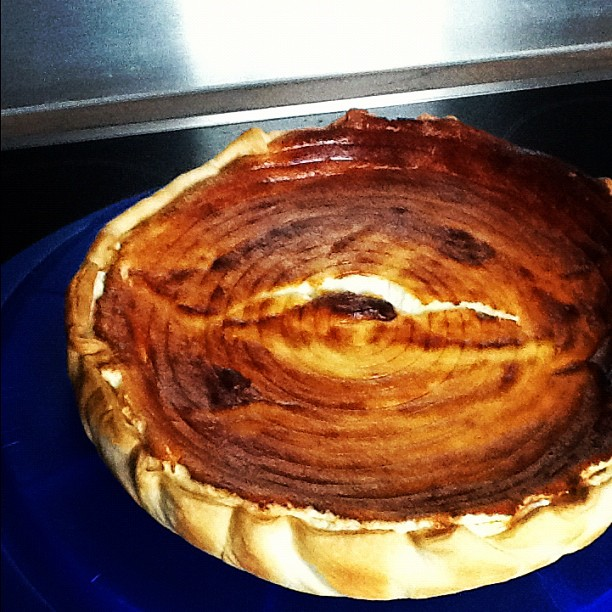
Tarte au maugin.

  - Tarte au maugin, tarte de maugin ou tarte de meugé[12],[13]
  - Tate (sic) au m'gin[14]
  - Migeaine ou migaine (terme d'ailleurs impropre car désignant uniquement l'appareil de la tarte).

Il ne s'agit ici que d'un seul et même mot qui se décline phonétiquement de manière différente. On peut simplifier en retenant que la forme « megin » (dont le /e/ se syncope dans la langue orale en « m'gin » mʒɛ̃) se concentre autour de Metz du Pays-Haut au pays de la Seille alors que le Saulnois prononce « magin » et les Vosgiens « maugin » (moːʒɛ̃)ou « môjin ». 

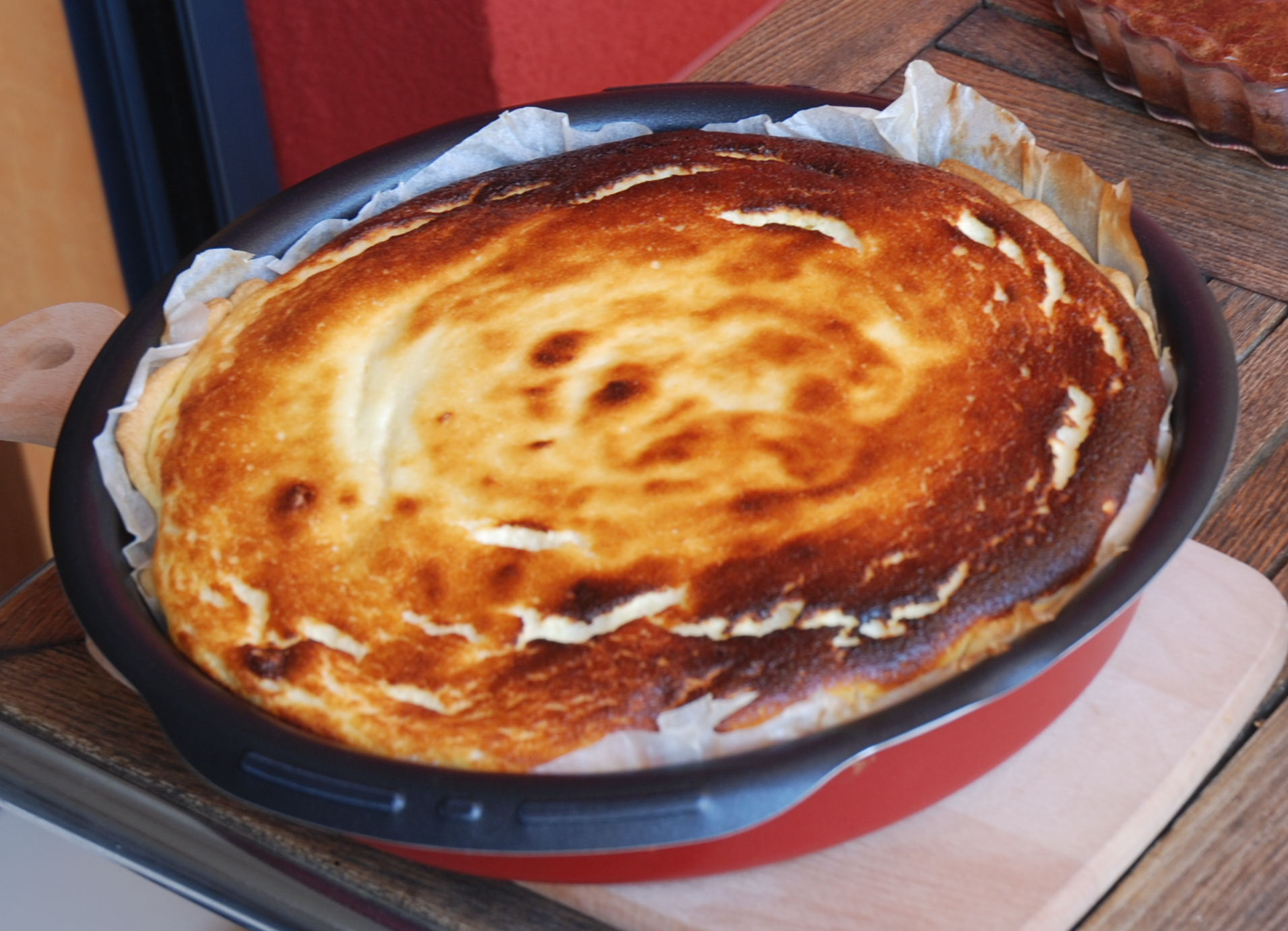
Käsdard.

- Langue francique
  - Käskuche[16]
  - Käsdard[17]
  - Käskouchen[18]
  - Kéiskuch[19]